# Người mẫu khiêu dâm

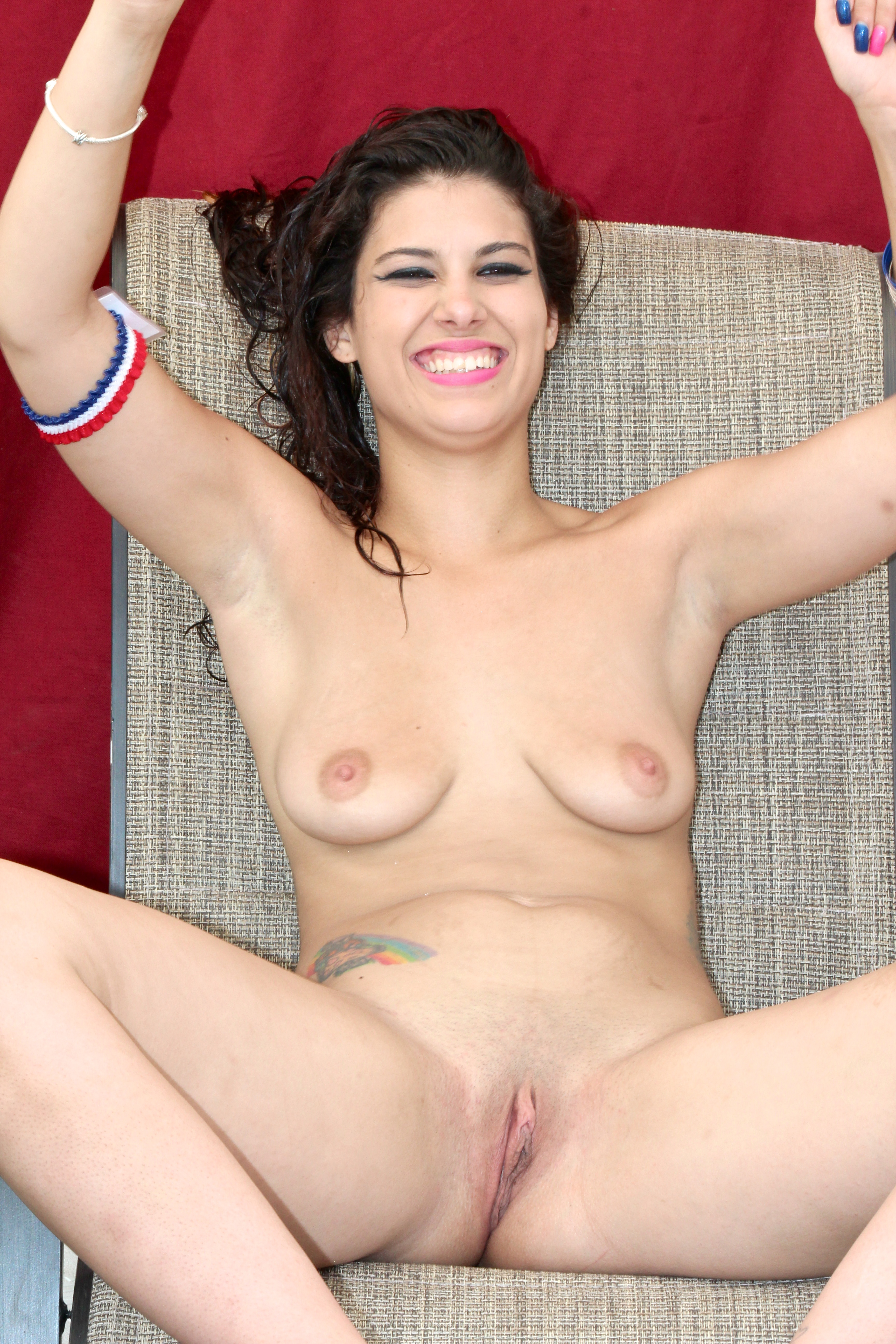
Người mẫu khiêu dâm

Người mẫu khiêu dâm là người mẫu tạo dáng chụp ảnh gợi cảm hoặc khiêu dâm được sử dụng trong triển lãm, phòng trưng bày nghệ thuật, sách, tạp chí, lịch cũng như ở các định dạng khác, chủ yếu là internet, DVD và tạp chí. Người mẫu khiêu dâm tạo dáng một cách rõ ràng, thay vì theo phong cách nghệ thuật hoặc ngụ ý mà không phải mọi thứ đều được thể hiện. Người mẫu có thể chụp ảnh khỏa thân hoặc mặc nội y, đồ bơi, v.v. Không cần bằng cấp nào để làm người mẫu khiêu dâm ngoài độ tuổi hợp pháp. Các chủ đề được sử dụng trong chụp ảnh khiêu dâm có thể rất đa dạng và người mẫu và nhiếp ảnh gia có quyền quyết định nội dung buổi chụp sẽ bao gồm những gì, vì vậy người mẫu phải nhận thức được giới hạn của mình.
Người mẫu chụp ảnh khiêu dâm đôi khi được coi là một loại hình hoạt động mại dâm. Nó thường được kết hợp với các loại hình mại dâm khác như một phần của nền kinh tế tự do. Các ví dụ bao gồm tình dục qua điện thoại, người mẫu tôn sùng, người mẫu webcam, diễn xuất khiêu dâm, khiêu vũ khiêu dâm, múa đùi, Massage khiêu dâm, gái gọi, tiếp viên câu lạc bộ tình dục, công việc dominatrix và hẹn hò qua đường.